# 愛媛新聞
愛媛新聞（えひめしんぶん）は、株式会社愛媛新聞社（えひめしんぶんしゃ）が発行する愛媛県の地方紙。現存する地方紙としては全国で7番目に古いとされている。

## 沿革
- 1876年9月11日 - 「本県御用 愛媛新聞」として創刊[2]。
- 1877年 - 「海南新聞」と改題。
- 1902年 - 「南予時事新聞」創刊。
- 1923年 - 「伊予新報」創刊。
- 1941年 - 新聞統廃合令で海南新聞、南予時事新聞、伊予新報の3紙が「愛媛合同新聞」として統合。
- 1944年 - 「愛媛新聞」と改題。
- 1945年 - 太平洋戦争激化に伴い、4月 - 9月にかけて、全国紙の朝日・毎日・地方紙の大阪新聞の3社と持ち分統合を行う。この間、7月26日に起きた松山空襲により社屋が全焼したが、タブロイド判の新聞を2ページ発行することで休刊をしなかった。
- 1986年 - 日刊新愛媛の廃刊により県内一紙体制となる[3]。
- 2003年4月 - 月刊誌「アクリート（共生）」を創刊（2018年3月号終刊）[4]。
- 2005年 - マスコットキャラクター「ピント」を採用。「愛媛新聞東京ビル」完成。「愛媛新聞アクリートくらぶ」発足。
- 2006年 - 創刊130周年を迎えた。
- 2007年 - 愛媛新聞旅行が営業開始。
- 2009年 - 本社ビル完成。
- 2014年 - 「愛媛新聞電子版」サービス開始
- 2017年 - 購読料金のクレジットカード払いを開始。
- 2018年 - 社是・行動指針・スローガンを発表。
- 2022年9月29日 - 通算発行号数5万号を達成[2]。

1970 - 1980年代前半は坪内グループの日刊新愛媛と熾烈な部数競争を展開し、一時は日刊新愛媛の後塵を拝した。海外・全国ニュースは基本的に共同通信社の配信記事を使うが、一部では時事通信社の配信記事も使うことがある。

### 姉妹紙
- 1946年 - 『南海タイムス』創刊。1947年までは愛媛新聞社が新聞印刷の発行業務を代行[3]。
- 1949年 - 夕刊紙『夕刊エヒメ』創刊。1950年に『夕刊愛媛新聞』に改題し、1952年に愛媛新聞本体と合併（実質的なセット版化）。さらに1982年4月に『夕刊えひめ』に再度改題した後[3]、1992年3月31日発行の第18168号をもって『夕刊えひめ』を休刊[5]。
- 1982年 - 『夕刊宇和島』を愛媛新聞子会社の宇和島新聞社より創刊。1992年、『夕刊えひめ』の休刊とともに朝刊紙『うわじま』に変更した後、2002年9月に休刊。宇和島新聞社も清算となった[3]。

## 番組表
局名は紙面表示によるもの。2023年5月に紙面が刷新され、収録局が一部変更された。番組表は休刊日（元日以外）を含め、巻末にまとめて掲載されており、最終面に愛媛県内の民放・NHKの地上波とNHKの衛星放送のメインテレビ欄、その次のページで第2テレビ面として周辺県の地上波民放、民放キー局系を含むBS・CS、県内ケーブルテレビ局のコミュニティーチャンネル、ラジオ局の番組表が収録されている。

### 最終面
- フルサイズ： 南海テレビ、テレビ愛媛、あいテレビ、愛媛朝日、NHK総合、NHKEテレ
- ハーフサイズ： NHK BS
- 極小サイズ：NHK Eテレ地デジサブ

### 中面（第2テレビ・ラジオ面）
- 地上波テレビ：TSCせとうち、RCCテレビ、広島テレビ、広島ホーム、TSSテレビ
- BSテレビ：BS日テレ、BS朝日、BS-TBS、BSテレ東、BSフジ、BS11 イレブン、BS12 トゥエルビ、スター・チャンネル、BSよしもと、WOWOWプライム・ライブ・シネマ、NHK BSP4K
- ケーブルテレビ：愛媛CATV、愛南チャンネル、UCAT宇和島、西予CATV、八西CATV、CNW西瀬戸、ウィットチャンネル、四国中央TV、ハートネットワーク、今治CATV
- ラジオ：NHKFM、FM愛媛、南海、NHK第1、NHK第2、RCC

※以前はテレビせとうち以外の岡山香川、山口、大分のテレビ、ラジオ局も収録されていた。また広島県のテレビ局についてもスペースの都合で2023年5月の一時期収録を見合わせていた（この際、テレビせとうち以外の県外局も掲載を中止されていた）が、2023年6月から掲載を再開。ラジオについても2023年から県外はRCC（中国放送）以外割愛となった。
※テレビ欄にはGコードが掲載されていたが、2011年7月24日の地上デジタル放送の完全移行を前提に同年6月30日付でGコードの掲載を終了した。BSスカパー!が2022年10月31日で閉局後は、BSよしもとの番組表が掲載され始めた。なお、隣県である高知県のテレビ・ラジオ局は一切掲載されていない（以前は高知テレビ・テレビ高知(一時期)が掲載されていた）。

## 事業所

### 印刷センター
- 〒799-3105 愛媛県伊予市下三谷1番地7

### 支社
東京、大阪、高松、東予（四国中央、新居浜、今治）、南予（八幡浜、宇和島）
- 2017年4月、県内支社をそれまでの5支社（宇摩、新居浜、今治、八幡浜、宇和島）から東予、南予の2支社に再編。

### 支局
西条、しまなみ（伯方）、久万高原（上浮穴）、大洲、西予（東宇和）、愛南（南宇和）
※カッコ内は2018年3月末までの名称。
かつての支局
東予（2017年3月末、西条支局に統合）、鬼北・広島（2006年3月末閉鎖）

## 社史・記念誌
愛媛新聞では、以下の4冊を発行している。
- 『愛媛新聞八十年史』昭和31年発行、407ページ
- 『愛媛新聞百年史』昭和51年9月発行、316ページ
- 『愛媛新聞百二十年史・地域とともに』平成8年12月発行、1,089ページ
- 『愛媛新聞年表 創刊百三十周年記念』平成18年9月発行、106ページ

## 備考

### 関連放送局
- 南海放送
準筆頭株主。初代社屋が現愛媛新聞社屋に位置していた（当時は「松山市松前町」）。その後、テレビ・ラジオの一体化（テレビ社屋は城山のテレビ送信所にあった）を図るため、道後樋又町に移るが、1976年に現愛媛新聞社屋に隣接する形で本町会館が設置される。当初は南海放送学苑などの文化施設だったが、テレビデジタル化のため2006年に一部改修・増築を図り社屋を移転している。
- 愛媛シーエーティヴィ
関連事業のCATVは松山都市圏をカバーし、地方CATVとしてはきわめて順調に加入者数を増やしている。
- 四国中央テレビ
「四国中央テレビ」を愛媛県東端の四国中央市に設立。おおむね高速道路（松山自動車道）の南北でエリアを分け、北の市街地を同社、南のそれ以外のエリアを行政（四国中央市）が回線敷設等役割分担している。

### 関連企業
- 愛媛新聞サービスセンター
- 愛媛プレスウイン
- 愛媛電算
- 愛媛新聞旅行